# Shalom alechem
Shalom alechem ou shalom aleikhem (em hebraico:  שָלֹום עליכם) é uma expressão de cumprimento na língua hebraica que significa "A paz sobre vós", ao que se responde "alechem shalom". Esta expressão, um cumprimento muito antigo usado do norte de África ao Oriente Médio, é um cognato da língua árabe referente a "assalamu alaikum" ou mais usualmente "ainda nesse idioma" o salamaleque. O cumprimento é sempre usado no plural, mesmo quando se refere à um único indivíduo, o que de acordo com a visão religiosa pode ser interpretado como um cumprimento "ao corpo e à alma do indivíduo".

## Shalom alechem como canção da vinda do shabat
Shalom alechem é também uma canção tradicional judaica que é entoada logo após os serviços religiosos de sexta-feira, Cabalat Shabat, como canção de boas vindas aos anjos. Costuma-se, segundo a tradição e ensinamento rabínico, cantar logo antes de se fazer a bênção sobre o vinho e o pão, em casa, como forma de convidar não apenas as pessoas como os anjos que estiverem próximos, no fito de aumentar a alegria do evento.
Texto em hebraico
שָלוֹם עֲלֵיכֶם מַלְאֲכֵי הַשָרֵת מַלְאֲכֵי עֶלְיוֹן

מִמֶלֶךְ מַלְכֵי הַמְלָכִים הַקָדוֹשׁ בָרוּךְ הוּא

בּוֹאֲכֶם לְשָׁלוֹם מַלְאֲכֵי הַשָּׁלוֹם מַלְאֲכֵי עֶלְיוֹן

מִמֶלֶךְ מַלְכֵי הַמְלָכִים הַקָדוֹשׁ בָרוּךְ הוּא

בָרְכוּנִי לְשָלוֹם מַלְאֲכֵי הַשָּׁלוֹם מַלְאָכִי עֶלְיוֹן

מִמֶלֶךְ מַלְכֵי הַמְלָכִים הַקָדוֹשׁ בָרוּךְ הוּא

צֵאתְכֶם לְשָלוֹם מַלְאֲכֵי הַשָּׁלוֹם מַלְאָכִי עֶלְיוֹן

מִמֶלֶךְ מַלְכֵי הַמְלָכִים הַקָדוֹשׁ בָרוּךְ הוּא
Transliteração
Shalom aleikhêm malakhê hasharet malakhê el-yon

mimêlekh malkhê hamelakhim haqadosh baruch hu.

Boakhêm leshalom malakhê hashalom malakhê el-yon,

mimêlekh malkhê hamelakhim haqadosh baruch hu.

Barekhúni leshalom malakhê hashalom malakhê el-yon,

mimêlekh malkhê hamelakhim haqadosh baruch hu.

Tsetekhêm leshalom malakhê hasharet malakhê el-yon,

mimêlekh malkhê hamelakhim haqadosh baruch hu.
Tradução
Paz sobre vós, anjos servidores, anjos do Altíssimo,

Do supremo rei dos reis, o Santo, bendito é ele.

Que sua vinda seja em paz, anjos da paz, anjos do Altíssimo,

Do supremo rei dos reis, o Santo, bendito é ele.

Abençoe-me com a paz, anjos da paz, mensageiros do Altíssimo,

Do supremo rei dos reis, o Santo, bendito é ele.

Que sua partida seja em paz, anjos servidores, anjos do Altíssimo,

Do supremo rei dos reis, o Santo, bendito é ele.